# L'Eau (album de Madilu System)
 (avril 2013).
Albums de Madilu System
Album 95
(1995) Pouvoir
(1999)
L'Eau est un album du musicien congolais Madilu System sorti en 1998.

## Liste des titres
| No  | Titre             | Durée |
| --- | ----------------- | ----- |
| 1.  | Yaya              | 07:12 |
| 2.  | L'Eau             | 06:00 |
| 3.  | Colonisation      | 08:35 |
| 4.  | Mokonzi           | 06:51 |
| 5.  | Saah              | 07:24 |
| 6.  | Sans Effets       | 07:13 |
| 7.  | Ako               | 08:17 |
| 8.  | Tends Moi la main | 07:21 |
| 9.  | Sœur en Christ    | 06:55 |
| 10. | Thermomètre       | 07:34 |